# Biblioteca Municipal de Sant Celoni
La Biblioteca Municipal de Sant Celoni és una obra noucentista de Sant Celoni (Vallès Oriental) inclosa a l'Inventari del Patrimoni Arquitectònic de Catalunya.

## Descripció
És un edifici aïllat, consta d'una planta rectangular central i dues naus laterals, de forma basilical. Té la coberta a dues vessants, la façana és simètrica. La porta d'entrada té un arc apuntat i a sobre té una finestra semicircular tallada en tres parts, els elements formals i els decoratius són representatius del llenguatge modernista. Tot l'edifici està pintat de blanc i sobresurt el color vermellós dels maons que el decoren.

## Història
Aquest tipus d'edificació és recurrent en l'obra de l'arquitecte, doncs a Santa Maria de Palautordera i a Esparreguera hi ha un escorxador idèntic a aquest.